# Caloptilia bryonoma
Caloptilia bryonoma là một loài bướm đêm thuộc họ Gracillariidae. Nó được tìm thấy ở New South Wales.
Sải cánh dài khoảng 10 mm.
Ấu trùng ăn Nothofagus moorei. Chúng có thể ăn lá nơi chúng làm tổ.